# Annette Warner

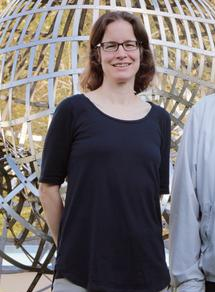
Annette Warner, 2017

Annette Warner, geborene Imhausen (* 1970 in Rüsselsheim), ist eine deutsche Ägyptologin und Mathematikhistorikerin.
Warner studierte ab 1989 Mathematik und Chemie an der Universität Mainz (abgeschlossen mit einer Staatsexamensarbeit über den Mathematischen Papyrus Moskau) und danach in Mainz, an der Universität Heidelberg und an der FU Berlin Ägyptologie (und Assyriologie). 2000 wurde sie in Mainz bei David Rowe promoviert. Als Post-Doc war sie an der Harvard University und am Dibner-Institut für Wissenschaftsgeschichte des Massachusetts Institute of Technology. 2002 bis 2005 forschte sie an der Cambridge University (Trinity Hall) und war dort Instructor für Wissenschaftsgeschichte und Ägyptologie. 2006 bis 2008 war sie Juniorprofessorin an der Universität Mainz. Seit 2009 ist sie Professorin für Wissenschaftsgeschichte der vormodernen Welt an der Universität Frankfurt.
Sie ist seit 2007 Mitherausgeberin von Historia Mathematica. 2022 war sie eingeladene Sprecherin auf dem Internationalen Mathematikerkongress (Some uses and associations of mathematics, as seen from a distant historical perspective).
Warner ist Unterzeichnerin eines Offenen Briefes zur Unterstützung von Forderungen der Scientist Rebellion, einem mit Scientists for Future vergleichbaren Ableger für Wissenschaftler von Extinction Rebellion.
Als Hobby läuft sie Langstrecken.

## Schriften (unter ihrem Geburtsnamen Annette Imhausen)
- mit John Steele (Hrsg.): Under One Sky: Astronomy and Mathematics in the Ancient Near East. (=Proceedings Conference British Museum. Juni 2001). Münster 2002 (darin von Imhausen: The algorithmic structure of the egyptian mathematical problem texts. S. 147).
- Ägyptische Algorithmen. Eine Untersuchung zu den mittelägyptischen mathematischen Aufgabentexten. (= Ägyptologische Abhandlungen. Band 65). Harrassowitz, Wiesbaden 2003. (Dissertation)
- Ancient Egyptian Mathematics: New Perspectives on Old Sources. In: Mathematical Intelligencer. Band 28, 2006, Heft 1, S. 19–27.
- Egyptian Mathematics. In: Victor Katz (Hrsg.): The Mathematics of Egypt, Mesopotamia, China, India and Islam- a sourcebook. Princeton University Press, Princeton 2007.
- Traditions and myths in the historiography of egyptian mathematics. In: Eleanor Robson, Jacqueline Stedall (Hrsg.): The Oxford Handbook of the History of Mathematics. Oxford University Press, Oxford 2009, S. 781–800.